# Klosterzelle

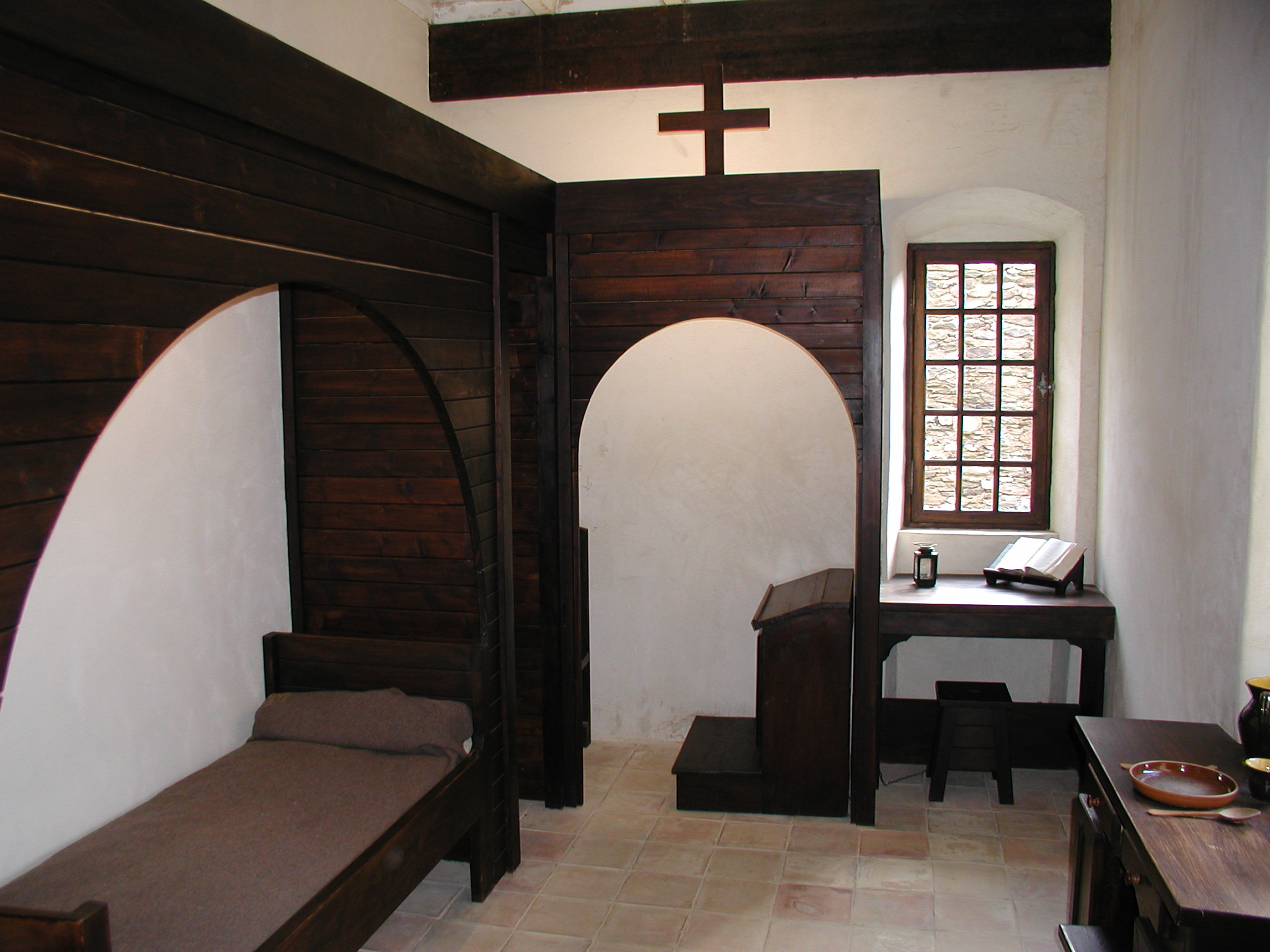
Zelle im ehemaligen Kartäuserkloster Chartreuse de la Verne

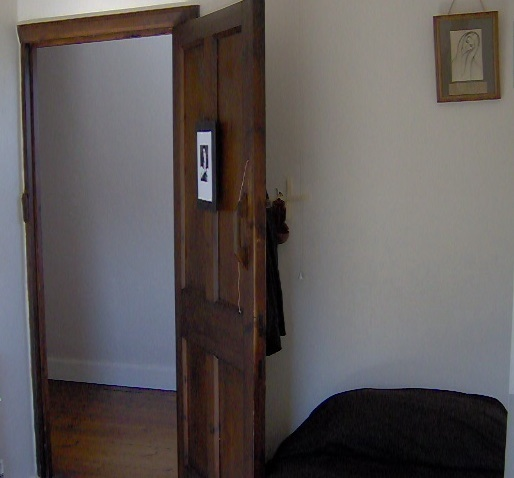
Zelle einer Unbeschuhten Karmelitin

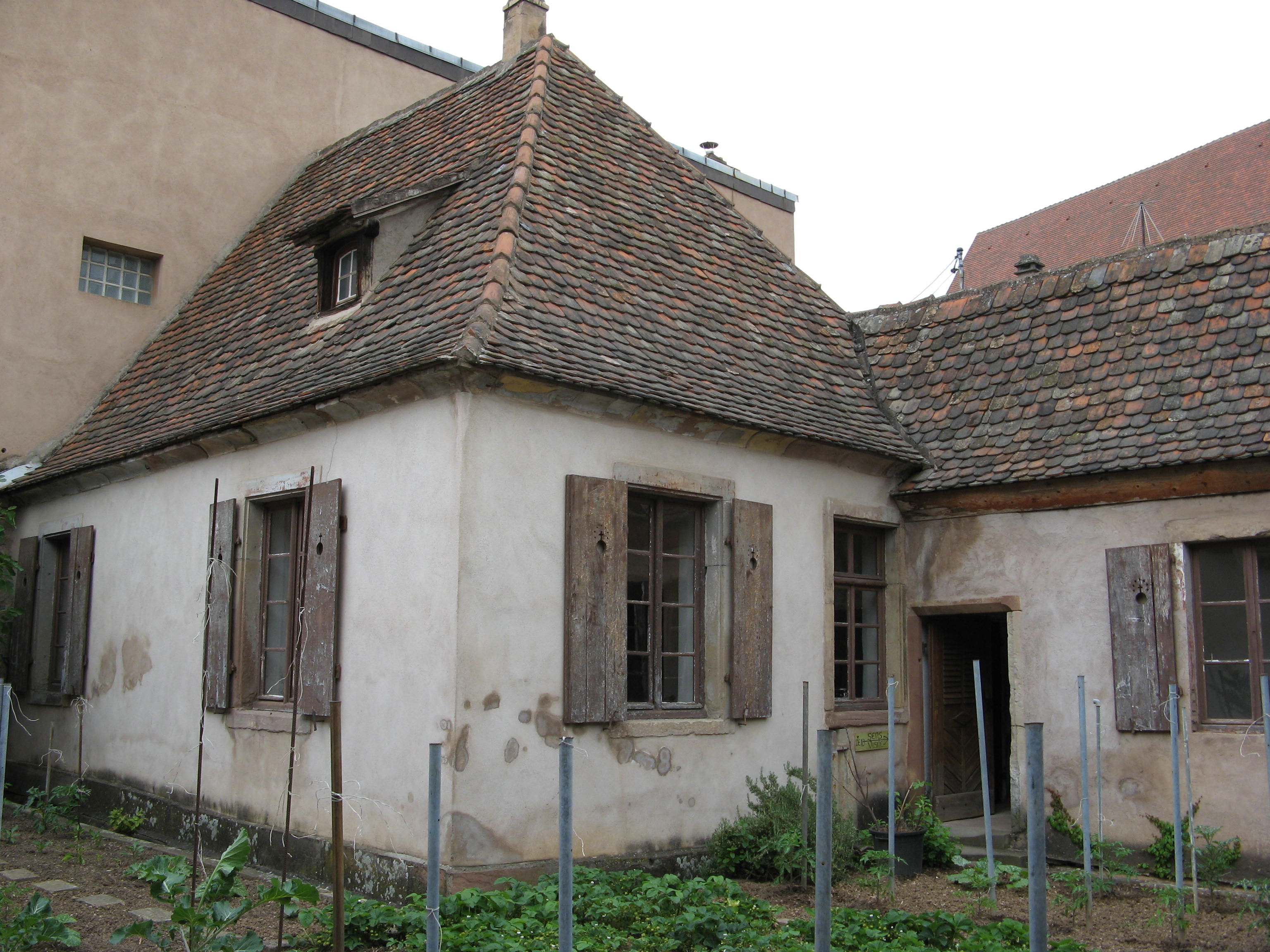
Außenansicht einer Zelle der ehemaligen Kartause Molsheim

Eine Klosterzelle (kirchenlat.: cella, kleiner Raum, Keller), (in der Regel einfach Zelle genannt) ist ein Zimmer oder sogar ein mit dem Kloster verbundenes kleines Haus im Klausurbereich des Klosters, in dem ein Ordensmann oder eine Ordensfrau lebt.

Die Zellen bzw. der Zellengang, der Dormitorium genannt werden kann, ist zentraler Bestandteil der Klausur. Die Zelle eines Mönchs oder einer Nonne ist gänzlich dem Privatbereich zugeordnet. Sie ist der Gebets- und Schlafraum jedes Einzelnen und darf von anderen nur im Ausnahmefall betreten werden. Die Zelle ist ein Ort der Begegnung mit Gott.

## Geschichte
Im östlichen Mönchtum kannte man von Anfang an das so genannte „Kellion“, Plural „kellia“ (griechisch), die Wohnung eines Eremiten oder Mönchs. Darunter hat man sich je nach den Verhältnissen eine Lehmhütte mit Hof (Mönchskolonien in der ägyptischen Wüste) oder eine durch Holzplattform und Leitern als Wohnung ausgebaute Höhle (Palästina, Syrien) vorzustellen. Die Mönchsväter verbrachten ihre Zeit in solchen Behausungen, indem sie z. B. auf einer Matte saßen und Seile flochten. 

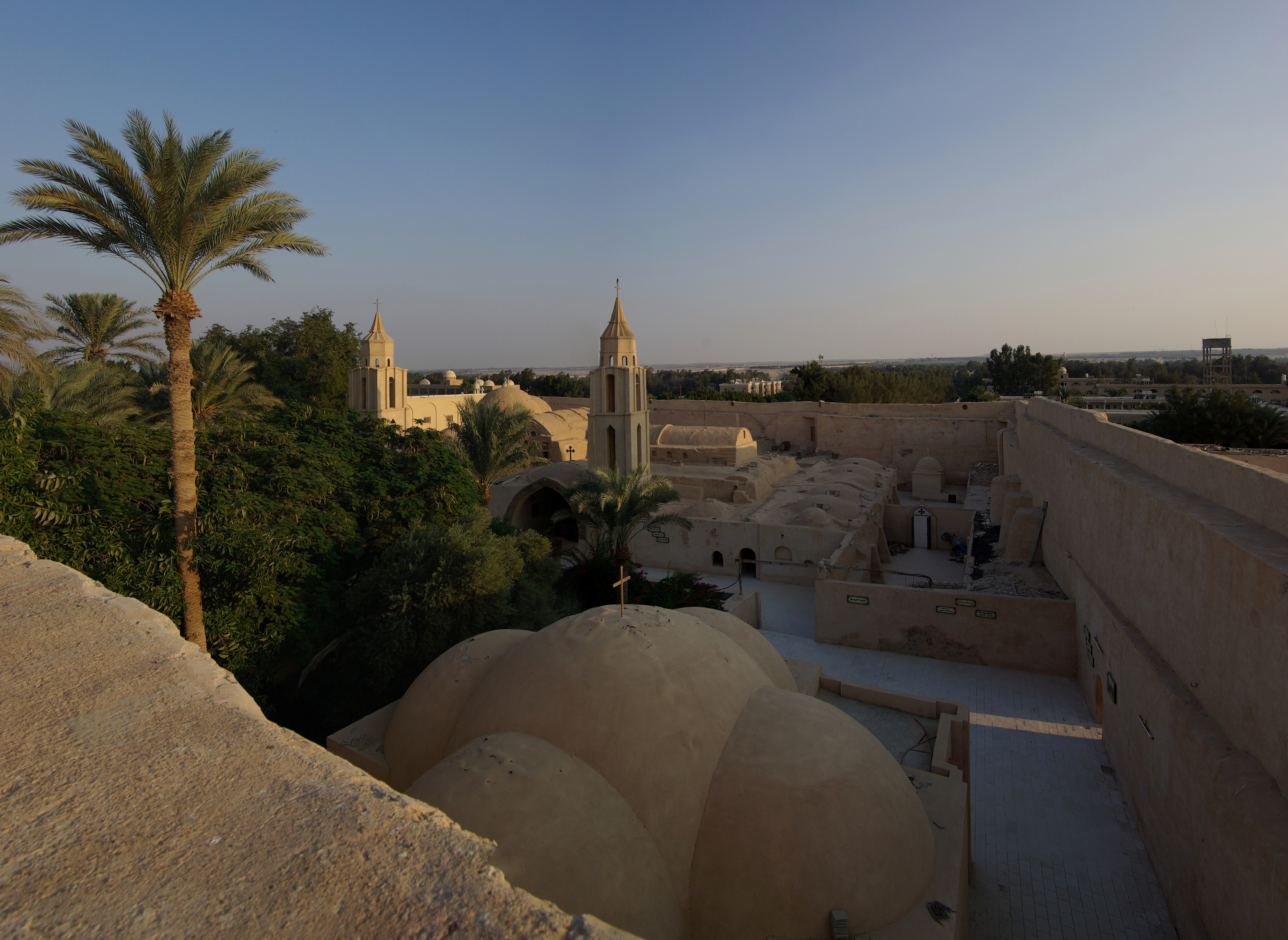
Blick auf das koptische Bischoikloster im Wadi Natrun mit den Zellen der Mönche

Ausgrabungen ägyptischer Mönchsbehausungen zeigen, dass man im Wohnraum einen Ort für das Gebet abgeteilt hatte, an dessen Ostseite sich eine Nische befand, die auch durch Wandmalerei akzentuiert sein konnte. In oder unter dieser Nische stand ein Öllämpchen, das bei den nächtlichen Gebeten Licht spendete. Ansonsten war die räumliche Differenzierung der Kellia nicht sehr weit fortgeschritten; erst die Benediktsregel fordert, dass im Gebetsraum nichts anderes getan werden dürfe. Für die ägyptischen Kellia dagegen steht zu vermuten, dass auch im Kultraum während der Gebete oder Betrachtungen leichte Handarbeiten verrichtet wurden.
Dem Abendland wurden solche Lebensformen durch die Kirchenväter vermittelt, dabei wurde kellion mit lateinisch cella wiedergegeben. Cassian formuliert als Quintessenz der spirituellen Praxis der ägyptischen Mönchsväter bündig: „Cella fecit monachum“ – die Zelle (das heißt, der ständige Aufenthalt in der Zelle) formt den Mönch.
Die Benediktsregel hingegen kennt keine einzelnen Zellen, sondern nur gemeinschaftliche Schlafräume: „Jeder soll zum Schlafen ein eigenes Bett haben […] Alle schlafen – wenn möglich – in einem Raum; lässt die große Zahl es aber nicht zu, ruhen sie zu zehn oder zwanzig mit den Älteren, die für sie verantwortlich sind.“ Dementsprechend hatten Zisterzienserabteien, deren Angehörige nach der Benediktsregel leben, ursprünglich auch keine Zellen. Sie wurden erst nachträglich durch Einziehen hölzerner Zwischenwände im Dormitorium hergerichtet.
Die Klöster der Bettelorden in den Städten, wegen des Armutsideals vergleichsweise bescheidene Bauensembles, zeigen eine Polarität von Kirche (Raum für Messe und Chorgebet) und Zelle (Raum für Meditation, Arbeit in der Stille und Studium). Die Regel des hl. Albert schreibt den Karmeliten vor, dass jeder eine eigene, abgesonderte Zelle haben solle. „Jeder soll allein in seiner Zelle oder in deren Nähe bleiben, Tag und Nacht das Wort des Herrn betrachtend und im Gebet wachend, es sei denn, er ist mit anderen, wohlbegründeten Tätigkeiten beschäftigt.“ Die Zelle des Priors oder der Priorin soll sich dagegen am Eingang des Karmels befinde, damit sie den Eintreffenden als erste begegnen und die entsprechenden Anordnungen treffen können.
In dem fast vollständig erhaltenen Erfurter Augustinerkloster befindet sich neben Zellen ein Dormitorium, das weiterhin als Schlafsaal diente. Architektonisch kenntlich sind die Zellen generell durch eine Reihe kleiner, dicht nebeneinanderliegender Fenster im Obergeschoss. Durch das Beispiel Luthers sind wir über die Nutzung von Zellen im 16. Jahrhundert gut unterrichtet. Luther berichtet, dass er sich regelmäßig in der Zelle einschloss, um unter der Woche versäumtes Stundengebet nachzuholen. Dabei war es wenigstens seine, aber wahrscheinlich allgemein übliche Praxis, sich zum Beten des Offiziums ans Fenster zu stellen: wahrscheinlich, um das Tageslicht möglichst gut zu nutzen.
Da es sich um Holzkonstruktionen handelt, sind Zellen des späten Mittelalters bzw. der frühen Neuzeit nur selten im Originalzustand erhalten. Typisch ist die verschließbare Tür mit Sichtfenster. Zwei historische Zellen besitzt das Kulturhistorische Museum Rostock, einen ganzen historischen Zellentrakt in Form eines tonnengewölbten Ganges mit davon abgehenden Zellen besitzt das Kloster Lüne bei Lüneburg. Hier wurden einige Zellen auch nachträglich durch Tapisserien für die lutherischen Stiftsdamen wohnlicher hergerichtet.

## Namenkunde: frühe Eremitagen
Davon abgeleitet enden auch viele Ortsnamen auf -zell(e), auch als -celle, meist, wenn die Ortsgründungen auf Eremitagen oder Klausen von Einsiedlern und Eremiten-Orden und ähnliche Gemeinschaften und die dort entstehenden Kultorte, Kirchenbauten und Siedlungen zurückgehen:
- Zell (Begriffsklärung), zahlreiche Orte
- Zelle, Stadtteil von Aue (Sachsen)
- Zella
- Bayrischzell
- Brochenzell
- Celle (Begriffsklärung)
- Kloster Altzella
- Kloster Neuzelle
- Paulinzella
- Probstzella
- Wüstenzell